# Vilminore di Scalve
Vilminore di Scalve (lombardul: Vilminùr vagy Ilminùr) település Olaszországban, Lombardia régióban, Bergamo megyében. Lakosainak száma 1433 fő (2023. január 1.). Vilminore di Scalve Colere, Rovetta, Valbondione, Gromo, Azzone, Oltressenda Alta, Schilpario és Teglio községekkel határos.

## Népesség
A település lakossága az elmúlt években az alábbi módon változott:
| Lakosok száma | 1492 | 1479 | 1433 |
|               | 2017 | 2018 | 2023 |